# Fontaines (Yonne)
Fontaines település Franciaországban, Yonne megyében. Lakosainak száma 462 fő (2022. január 1.). Fontaines Toucy, Saints-en-Puisaye, Dracy, Fontenoy, Lalande, Mézilles, Moulins-sur-Ouanne és Saint-Sauveur-en-Puisaye községekkel határos.

## Népesség
A település népességének változása:
| Lakosok száma | 468  | 475  | 483  | 475  | 471  | 469  | 467  | 464  | 462  |
|               | 2013 | 2015 | 2016 | 2017 | 2018 | 2019 | 2020 | 2021 | 2022 |